# Thalassia hemprichii
Thalassia hemprichii är en dybladsväxtart som först beskrevs av Christian Gottfried Ehrenberg och Hermann Maximilian Carl Ludwig Friedrich zu Solms-Laubach, och fick sitt nu gällande namn av Paul Friedrich August Ascherson. Thalassia hemprichii ingår i släktet Thalassia och familjen dybladsväxter. IUCN kategoriserar arten globalt som livskraftig. Inga underarter finns listade.

## Bildgalleri

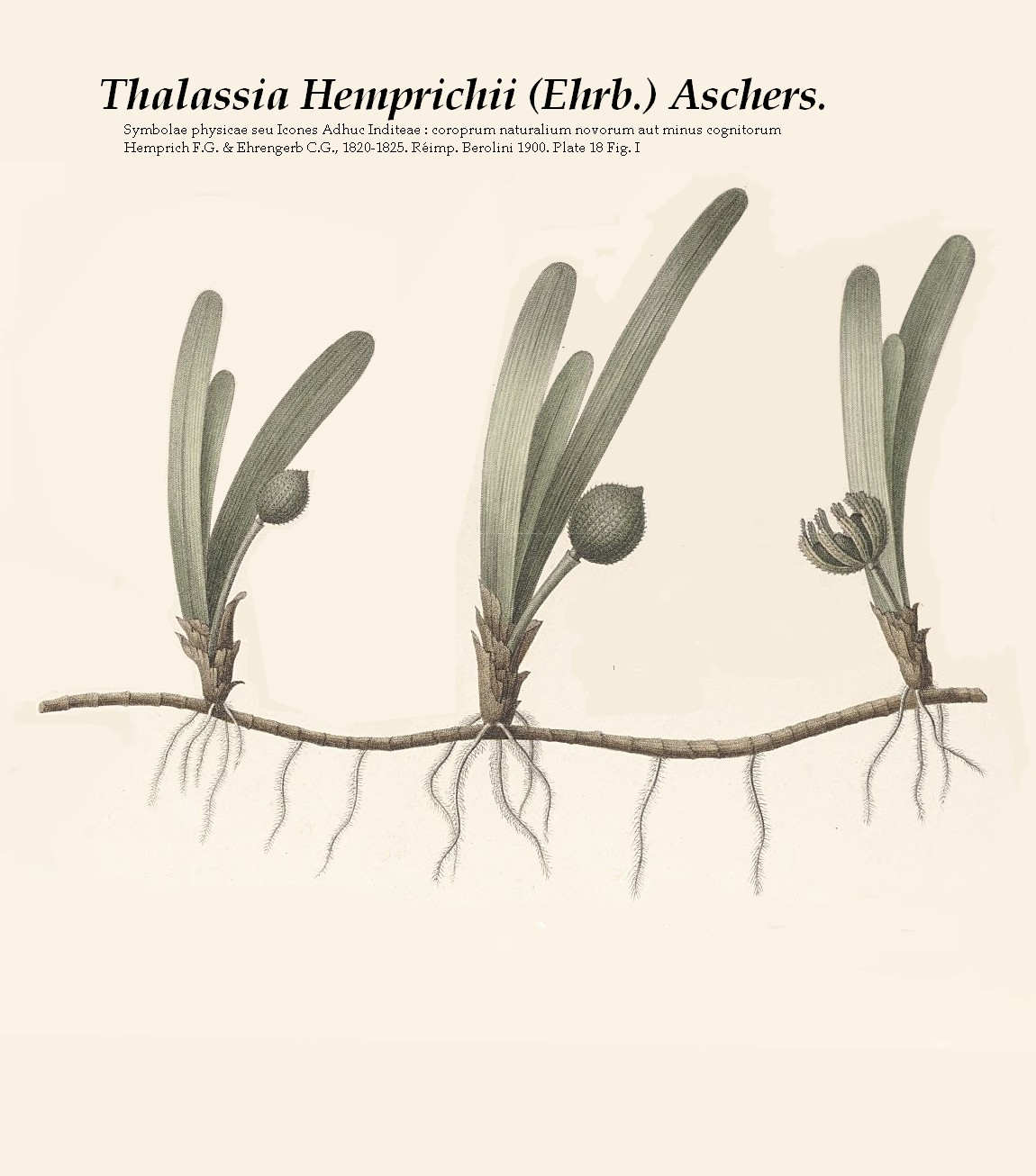